# Plutona
Plutona — ограниченная серия комиксов, которую в 2015—2016 годах издавала компания Image Comics.

## Синопсис
В один день после школы пятеро детей находят труп заглавной супергероини в лесу.

### Выпуски
| № | Дата выхода     | Оценка на Comic Book Roundup    | Предполагаемый объём продаж (первый месяц) |
| - | --------------- | ------------------------------- | ------------------------------------------ |
| 1 | 2 сентября 2015 | 8,4 из 10 на основе 33 рецензий | 25 690, позиция в Северной Америке — 78    |
| 2 | 7 октября 2015  | 8 из 10 на основе 10 рецензий   | 16 656, позиция в Северной Америке — 130   |
| 3 | 2 декабря 2015  | 8,1 из 10 на основе 9 рецензий  | 13 948, позиция в Северной Америке — 172   |
| 4 | 24 февраля 2016 | 7,5 из 10 на основе 6 рецензий  | 11 862, позиция в Северной Америке — 166   |
| 5 | 29 июня 2016    | 6,9 из 10 на основе 5 рецензий  | 12 197, позиция в Северной Америке — 178   |

### Сборники
| Название | Тип              | Дата выхода    | Собранный материал | Кол-во страниц | ISBN                       | Предполагаемый объём продаж (первый месяц) |
| -------- | ---------------- | -------------- | ------------------ | -------------- | -------------------------- | ------------------------------------------ |
| Plutona  | Мягкая обложка   | 20 июля 2016   | Plutona #1-5       | 152            | 978-1632156013, 1632156016 | 2 942, позиция в Северной Америке — 17     |
| Plutona  | Твёрдый переплёт | 5 октября 2016 | Plutona #1-5       | 152            | 978-8416880263, 8416880263 | н/д                                        |

## Отзывы
На сайте Comic Book Roundup серия имеет оценку 7,8 из 10 на основе 63 рецензий. Джефф Лейк из IGN дал первому выпуску 9 баллов с половиной из 10 и написал, что «сценарий Лемира привлекателен наилучшим образом: его история проходит через персонажей, а не вокруг них». Дуг Завиша из Comic Book Resources, обозревая дебют, похвалил художников. Пирс Лидон из Newsarama поставил первому выпуску оценку 6 из 10 и сравнил комикс с фильмом «Останься со мной» и с серией Powers от Майкла Бендиса. Его коллега Дрейвен Катаяма присвоил дебюту 8 баллов из 10 и посчитал, что «если вы ищете взрослую историю, которая затрагивает скрытые обиды подростковой жизни, Plutona — лучший вариант на полках магазинов». Мэтью Фей из PopMatters оценил первый выпуск в 9 баллов из 10 и подчеркнул, что «рисунки Эми Ленокс придают истории бо́льшую часть эмоциональности, особенно в выражениях [лиц] персонажей, на примере пустоты в испуганных глазах». Чейз Магнетт из ComicBook.com дал дебюту оценку «A-» и написал, что «открывающие семь страниц и их краткая структура невероятно хорошо выстраивают лор» комикса. Тони Герреро вручил первому выпуску 5 звёзд из 5 и похвалил художницу, отмечая, что «дети выглядят как настоящие дети, а не как миниатюрные взрослые, которых мы часто видим». Джейк Ли из ComicsVerse сравнил стиль Ленокс с рисунками Брайана Ли О’Мэлли и Джейми Хьюлетта.